# Prințul Joachim al Prusiei
Prințul Joachim Franz Humbert al Prusiei (17 decembrie 1890 – 18 iulie 1920) a fost cel mai mic fiu al kaiserului Wilhelm al II-lea al Germaniei și al primei lui soții, Ducesa Augusta Viktoria de Schleswig-Holstein.
În timpul Insurecției de Paști de la Dublin, Irlanda din 1916 unii lideri republicani au vrut să-i acorde tronul Prințului Joachim.

## Candidat la tronuri

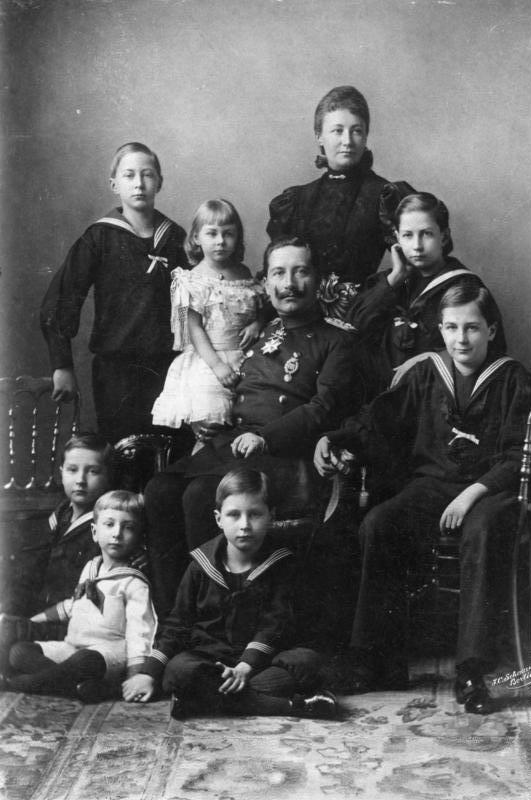
Împăratul Wilhelm al II-lea, soția sa și cei șapte copii ai lor.

După declarația de independență a Georgiei în urma revoluției ruse din 1917, Joachim fost pentru scurt timp considerat de către reprezentantul german Friedrich Werner von der Schulenburg și regaliști georgieni ca un candidat la tronul georgian.

## Căsătorie
Prințul Joachim s-a căsătorit cu Prințesa Marie-Auguste de Anhalt (1898–1983), fiica lui Eduard, Duce de Anhalt și a soției lui, Prințesa Luise de Saxa-Altenburg, la 11 martie 1916. Cuplul a avut un fiu, Prințul Karl Franz al Prusiei (1916-1975).

## Ultimii ani
După abdicarea tatălui său, Joachim n-a putut să-și accepte noul statut de om obișnuit și a căzut în depresie. În cele din urmă s-a sinucis prin împușcare la 18 iulie 1920 la Potsdam. Cu puțin înainte să se sinucidă, el și soția sa divorțaseră. E posibil ca evenimentul să-i fi adâncit depresia.